# Dipartimento di Palpalá
Palpalá è un dipartimento della provincia di Jujuy in Argentina, con 52 631 abitanti su una superficie di 467 km².
Il dipartimento comprende un unico comune (municipio in spagnolo), quello del capoluogo Palpalá, al cui interno si trovano diverse località (o frazioni): Altos Hornos Zapla, Centro Forestal, Carahunco, El Algarrobal, Las Capillas, El Cucho, Los Blancos, Mina Nueve de Octubre, Río Blanco e Villa Palpalá.